# Czechy (województwo łódzkie)
Czechy – wieś w Polsce położona w województwie łódzkim, w powiecie zduńskowolskim, w gminie Zduńska Wola.
Wieś królewska w starostwie sieradzkim w powiecie szadkowskim województwa sieradzkiego w końcu XVI wieku. W latach 1975–1998 miejscowość administracyjnie należała do województwa sieradzkiego. W 1946 r. odkryto tu zabytki z epoki kamienia. W miejscowości mieści się Zespół Szkoły Podstawowej i Przedszkola im. Jana Pawła II w Czechach.
Przez miejscowość przebiega droga wojewódzka nr 482.